# Colparion madgei
Colparion madgei fue una especie de molusco gasterópodo de la familia Euconulidae en el orden de los Stylommatophora.

## Distribución geográfica
Fue endémica de Mauricio